# Partido Republicano (Portugal)
Die Republikanische Partei (Portugiesisch: Partido Republicano Português) war eine portugiesische politische Partei, die, 1876 entstanden, für die Abschaffung der konstitutionellen Monarchie und die Errichtung einer Republik eintrat.
Ihre soziale Basis und Wählerschaft hatte die Republikanische Partei besonders in den städtischen Mittelschichten, unter Intellektuellen und Teilen des Militärs, hier besonders der Marine, aber auch unter Industriearbeitern und Handwerkern.

## Wichtige republikanische Theoretiker und Parteiführer bis 1910
- José Elias Garcia
- Basílio Teles
- Manuel José de Arriaga
- Teófilo Braga
- Bernardino Machado
- José Perreira de Sampaio Bruno

## Politische Grundforderungen der Republikaner
In ihren politischen Auffassungen orientierte sich die Republikanische Partei an den Schriften von José Félix Henriques Nogueira und besonders an den republikanischen Ideen in Spanien und Frankreich. Sie forderten die Dezentralisierung der politischen Verwaltung und traten für föderalistische Strukturen ein. Die Republikaner kämpften für eine umfangreiche Arbeits- und Sozialgesetzgebung, betonten das Streikrecht  und  unterstützten die Genossenschaftsbewegung. Sie traten für das allgemeine Wahlrecht sowie Presse- und Versammlungsfreiheit ein, kritisierten den obligatorischen Militärdienst und vertraten generell die Durchsetzung bürgerlicher Rechte und Freiheiten besonders in der Rechtsprechung und der Bildungspolitik. Eine anfängliche Orientierung am Modell des Staatsaufbaus der Schweiz ging allmählich zurück.
Ein Grundzug ihrer ideologischen Auffassungen war ein besonders gegen die Jesuiten gerichteter aggressiver Antiklerikalismus bis hin zur Religionsfeindlichkeit. Innerhalb des portugiesischen Republikanismus gab es immer einen starken, an sozialistischen Ideen orientierten linken Flügel, der häufig mit den stärker an den Interessen des Bürgertums orientierten Sektoren der Partei in Konflikt geriet. Eine wesentliche Basis des gesamten politischen Denkens der portugiesischen Republikaner war ein ausgeprägter Nationalismus, der sich im Laufe der Jahre verstärkte. Mit dem englischen Ultimatum zur Kolonialfrage von 1890 wurden die Verteidigung des portugiesischen Kolonialismus zu einer weiteren Kernaussage des portugiesischen Republikanismus.

## Geschichte der Partei
Mit der Ausrufung der föderalistischen Republik am 12. Februar 1873 in Spanien war auch ein nachhaltiger Aufschwung der republikanischen Bewegung in Portugal verbunden. Eine Reihe von zumeist noch privaten Zusammenkünften fand statt und am 3. April 1876 wurde ein erstes Direktorium der Republikanischen Partei bestehend aus 33 Mitgliedern gewählt.
Bereits im Juli des gleichen Jahres errichtete man in Lissabon ein Republikanisches Wahlzentrum (Centro Eleitoral Republicano). Die Gründung ähnlicher Zentren erfolgte 1878 in Coimbra und Porto.
Bei den Wahlen am 13. November 1878 wurde in Porto mit José Rodrigues de Freitas ein erster republikanischer Abgeordneter mit Unterstützung der Progressisten ins Parlament gewählt. Er konnte auch bei den Wahlen 1879 in Porto sein Mandat verteidigen.
1880 und 1882 gelang es den Republikanern, die Gedenkfeiern für Camões und Sebastião José de Carvalho e Melo, den Marquês de Pombal, zu großen nationalistischen Manifestationen gegen die konstitutionelle Monarchie zu nutzen.
Das Erscheinen der ersten Nummer der Zeitschrift O Século (Das Jahrhundert) unter Leitung von Sebastião Magalhães Lima am 1. Januar 1881 gab der gesamten republikanischen Bewegung einen wichtigen Impuls. In den politischen Auseinandersetzungen bezogen sich führende Republikaner immer wieder auch auf Ideale des Liberalismus in Portugal, die sie von den traditionellen monarchistischen Vertretern des Liberalismus nicht genügend gewahrt sahen.
In den 80er und 90er Jahren des 19. Jahrhunderts gelang es den Republikanern, trotz einer Reihe von Behinderungen in der Wahlgesetzgebung, immer zwischen 2 und 4 Abgeordneten (gewählt zumeist in Lissabon) ins nationale Parlament zu entsenden.
Auf einem Parteikongress, der im Januar 1891 in Porto stattfand, wurde eine drohende Spaltung der Republikanischen Partei verhindert. Gleichzeitig beschloss man ein neues Parteiprogramm, das am 11. Januar 1891 erstmals publiziert wurde. Die gegen das englische Ultimatum zur Kolonialfrage von 1890 gerichtete nationalistische und antibritische Stimmung unter der Bevölkerung nutzten die Republikaner zu einem antimonarchistischen Aufstand in Porto, erlitten dabei jedoch eine Niederlage. Dies führte zu einer Reihe von Repressionen gegen die Partei. Ihr wachsender Einfluss in Lissabon und Porto konnte durch die Regierung jedoch nicht eingedämmt werden. Vielmehr wurde im Juli 1894 zwischen den Republikanern und Teilen der Progressisten mit der Liberalen Union (União Liberal) ein gegen die Regierung gerichtetes strategisches Bündnis geschlossen.
Im März 1895 wurde der 6. Parteikongress der Republikanischen Partei durch die Polizei aufgelöst, trotzdem gelang es einen Tag später an einem geheimen Ort mit Eduardo de Abreu, Jacinto Nunes, Sebastião Magalhães Lima und Gomes da Silva eine neue Parteiführung zu wählen.
Mit dem Übertritt des bekannten Politikers Bernardino Machado von der Regenerationspartei zur Republikanischen Partei gelang ein spektakulärer Schlag gegen die monarchistischen Parteien.
Am 16. September 1900 erschien die erste Nummer von O Mundo (Die Welt). Die Zeitung entwickelte sich zu einem wichtigen und einflussreichen Sprachrohr der Republikanischen und später der Demokratischen Partei.
Die sich sowohl politisch als auch wirtschaftlich verschärfende Krise des Landes führte zu einer weiteren Aufspaltung und damit Schwächung der die Monarchie unterstützenden politischen Kräfte. Dieser Entwicklung versuchte der König mit der Übertragung diktatorischer Vollmachten an den Ministerpräsidenten João Franco zu begegnen. Eine verschärfte Pressezensur und Terrormaßnahmen sowohl gegen die Anarchisten und Sozialisten als auch gegen die Republikaner vermochten jedoch nicht, die Situation zu entschärfen. Zwischen 1900 und 1910 fanden 7-mal allgemeine Wahlen statt. Es agierten 10 Regierungen.
Nach der Ermordung von König und Thronfolger im Februar 1908 entließ der neue Monarch Manuel II. João Franco als Regierungschef und versuchte mit einer Politik des Ausgleichs die Krise der Monarchie zu meistern. Aber es war bereits zu spät. Macht und Einfluss der Republikanischen Partei nahmen im politischen Leben Portugals rasch zu. Im November 1908 gewannen sie die Wahlen zum Stadtparlament von Lissabon und im November 1909 die Kommunalwahlen in 122 Pfarrbezirken. Im April 1909 beschloss der 10. Kongress der Partei sein Direktorium zu beauftragen, die revolutionäre Bewegung zur Errichtung der Republik voranzutreiben.
Am 5. Oktober 1910 wurde mit Unterstützung der mit den Freimaurern liierten Geheimorganisation Carbonária Portuguesa sowie eines Teils des Militärs die Republik ausgerufen und unter der Präsidentschaft Teófilo Bragas eine Provisorische Regierung gebildet. Die Regierung begann zügig eine Reihe der wichtigsten Forderungen der Republikanischen Partei umzusetzen. Großen Wert legte man besonders auf eine antiklerikale Säkularisation der Gesellschaft, zu der auch die Ausarbeitung einer neuen Verfassung gehörte.
Mit der Errichtung der Ersten Republik wurde die Republikanische Partei im Prinzip zur alleinigen herrschenden politischen Kraft in Portugal – gleichzeitig begannen Zerfall und Flügelkämpfe in der Partei. Bei den Wahlen im Mai 1911 zur Konstituierenden Nationalversammlung wurden neben 3 Unabhängigen und 2 Sozialisten 229 republikanische Abgeordnete der PRP gewählt, aber bereits zu den Präsidentschaftswahlen im September des gleichen Jahres wurde der endgültige Zerfall der traditionellen Partido Republicano Português deutlich.
Die Geschichte der endgültigen Aufsplitterung der alten Republikanischen Partei in den Jahren 1910–1912 wird in dem Artikel Portugiesische Republikanische Partei bzw. Partido Republicano Português beschrieben.